# Can't Get You Out of My Head
«Can't Get You Out of My Head» es una canción interpretada por la cantante australiana Kylie Minogue, incluida en su octavo álbum de estudio Fever (2001). La compañía discográfica Parlophone la publicó como el primer sencillo del álbum el 8 de septiembre de 2001. Fue compuesta y producida por Cathy Dennis y Rob Davis. Originalmente fue escrita para el grupo británico S Club 7; sin embargo tras completar una maqueta del tema, su mánager, Simon Fuller llegó a la conclusión de que no les convenía. Posteriormente, se le fue ofrecida a la cantante británica Sophie Ellis-Bextor, quien la rechazó. Luego de esto, Davis se reunió con el ejecutivo de A&R, quien escuchó la canción y la reservó para Minogue. 
«Can't Get You Out of My Head» es una canción de género dance-pop con un tempo rápido, que contiene elementos de nu-disco, techno-pop y un ritmo de house lento. La letra narra la obsesión de la artista por una figura anónima, del cual nunca se revela su identidad, ni el objeto de su pasión.
Tras su lanzamiento, recibió reseñas positivas de los críticos musicales, quienes elogiaron la producción y la voz de la artista, considerándolo uno de los puntos «claves» del álbum. Desde el punto de vista comercial se convirtió en un éxito mundial, pues alcanzó la primera posición en más de 40 países, entre ellos Reino Unido, Alemania, Francia, Australia, España, Italia, Irlanda, Nueva Zelanda, Suiza. En Estados Unidos llegó a la séptima posición del Hot 100 de Billboard, consiguiendo así su segundo sencillo en el top 10 desde «The Locomotion». Hasta el 2009, la canción vendió más de cinco millones de copias (cuatro millones en 2001).
El vídeo musical fue dirigido por Dawn Shadforth, en el que muestra a Minogue conduciendo y bailando en una ciudad futurista.

## Composición
«Can't Get You Ouy of My Head» es una canción dance-pop y nu-disco, con un tempo rápido e influencias electrónicas. La canción fue escrita y producida por Cathy Dennis, quien más tarde escribió «I Kissed a Girl» de Katy Perry y «Toxic» de Britney Spears, y Rob Davis. La canción incluye un piano eléctrico, cuerdas vaporosas, maullidos electrónicos a todo volumen, y secciones para cantar a coro. La canción tiene un tempo de 126 pulsaciones por minuto y la voz de Minogue se desliza desde una nota de C4a la nota de D5.

## Recepción crítica
Rolling Stone enumeró la canción en el número 45 en las «100 mejores canciones de los 2000». Describieron: «La diminuta muñeca disco australiana sedujo los Estados Unidos con este clásico de bola de cristal, coreando esa obsesiva melodía en un mar de "la-la-la". Hasta ahora, la estuvimos escuchando en el gimnasio». La lista fue hecha por un grupo de músico expertos, así como, cantantes y bandas. La lista fue compilado por un grupo de más de 100 artistas, críticos y conocedores de la industria musical. The Daily Telegraph enumeró la canción como número 9 en la lista de las «100 canciones que definieron los traviesos años 2000». El periódico describió: «Nunca hubo una canción pop efectivamente bien hecha en lo que se dice en un enlatado: los compositores del sencillo, Cathy Dennis y Rob Davis, hundieron su divertido coro enganchador en el cerebro y simplemente niega dejar a una Kylie en plena seducción». Tim Finney de Pitchfork Media enumeró la canción como el número 37 en su lista «Las 500 canciones destacadas de los 2000». También entregaron una reseña positiva: «¿Cómo hizo Kylie para crear uno de los himnos dance-pop excelentes de la década? En el ambiente adecuado, bailar "Can't Get You Out of My Head" traza una historia compartida de sensualismo prometedor, seducciones irresistibles, decepciones inevitables y la compulsión impotente para repetir el ciclo otra vez». Mike Atkinson from Stylus Magazine listed the song at number twenty on their 100 Best Songs Of The Decade. Mike Atkinson de Stylus Magazine enumeró la canción como número veinte en su lista «las 100 mejores canciones de la década». Luego añadió: «Como muchas grandes canciones antes de esto, "Can't Get You Out of My Head" representa una colisión elegante de contrastes. En ambos sentidos, es participativo y privado, relacionando animadas secciones para cantar en coro con íntimas confesiones, súplicas preocupadas y momentos de felicidad envolvente».
Slant Magazine le entregó una reseña positiva, y aclaró: «Esto aún suena como un futuro donde todos están tomando gaseosas, vistiendo trajes sensuales, conduciendo automóviles bruñidos demasiado rápido en la autopista alemana camino a la fiesta más genial en el mundo —y permanece vivo para su título prometedor». La revista enumeró la canción como número tres en su lista «Lo mejor de los algos: sencillos». Chris True de Allmusic le entregó una reseña positiva, y lo comparó a su trabajo anterior Light Years (álbum de Kylie Minogue), explicando: «"Can't Get You Out of My Head" es un escaso número dance a medio tiempo que palpita y se mueve no como otro que ella ha grabado, y nada en Light Years fue poco convencional». NME lo enumeró como número 74 en su lista «Las 100 pistas de la década», y escribió: «Alcanzando el número uno en más de 40 países, "Can't Get You Out of My Head" quizás no ha sido la última canción decente que esta alumna de Neighbours lanzó, pero posiblemente se mantiene en lo mejor». En octubre de 2011, NME lo colocó en el número 83 en su lista «Las 150 mejores pistas de los últimos 15 años».

## Rendimiento en gráficos
«Can't Get You Out of My Head» fue un éxito global casi en cada país. La canción debutó en el número uno su país Australia, estando ahí por cuatro semanas, convirtiéndose el séptimo mayor éxito de Minogue. La canción fue certificada tres veces como platino por la Asociación Australiana de la Industria Musical (ARIA), por vender 210,000 copias. La canción debutó en el número 33 en Nueva Zelanda. Más tarde, la canción alcanzó el número uno, convirtiéndose en el primer número uno de Minogue en toda su carrera hasta la fecha. Después, la canción fue certificada con oro por la Asociación Neozelandesa de la Industria Musical, por vender más de 7,500 copias en ese país.
«Can't Get You Out of My Head» alcanzó el lugar destacado en cada país europeo, excepto Finlandia, donde alcanzó el número cinco. La canción estuvo por 16 semanas en el número en los gráficos europeos en enero de 2012. Notablemente, «Can't Get You Out of My Head» alcanzó el número uno por una semana en los gráficos franceses y alemanes, donde vendió más de 500,000 copias en cada país y fue certificado platino por el Syndicat National de l'Édition Phonographique y la Bundesverband Musikindustrie, respectivamente. El sencillo vendió más de 306,000 copias en su primera semana de lanzamiento, resultando en un debut de número uno en los gráficos británicos, donde pasó cuatro semanas en lo más alto. Finalmente, la Industria Fonográfica de Gran Bretaña lo certificó como platino.
Seguido al éxito obtenido a nivel mundial, «Can't Get You Out of My Head» fue lanzado en América del Norte en 2002. El sencillo originalmente apareció en el número 23 en el Bubbling Under Hot 100 Singles el 5 de enero. Dos semanas después, debutó en el número 64 en los Hot 100 de Billboard y alcanzó el número siete en su novena semana en los gráficos. De esa forma, convirtiéndose en primer mayor éxito de Minogue en los Estados Unidos desde «The Locomotion», que alcanzó el número tres por dos semanas en 1988. La canción estuvo veinte semanas en el gráfico y terminó en el número 45 en los gráficos de fin de año de la revista Billboard. «Can't Get You Out of My Head» fue un completo éxito en los Top 40 en radio, alcanzando los diez destacados en los Pop Songs, Top 40 Tracks y los gráficos Rhythmic Airplay, que ayudó al sencillo alcanzar el número ocho en el airplay de Radio Songs de Billboard.

## Video musical
El video musical de «Can't Get You Out of My Head» fue dirigido por Dawn Shadforth, y a muestra a Minogue conduciendo a través de una ciudad futurista y bailarines de fondo en varios trajes futuristas bailando en una forma muy estilizada. Luego, enfoca a Minogue en un traje deportivo, después que ella es vista con otros bailarines en una ciudad futurista generada por computadora. Su traje blanco de caperuza, con un escote acentuado y cortes reveladores, fue ampliamente discutido por su estilo de moda y la postura sexual evidente de Minogue. El traje fue creado por el diseñador londoniense Free Doran, quien trabaja bajo la marca Mrs. Jones. Por último, ella aparece con un peinado rizado en un traje recto, inspirada en los sesenta, cubierto con piezas sobrepuestas de cinta. Kylie originalmente ha intentado vestir un vestido similar de la colección A/W de 2001 de Tom Ford para Gucci, cubierto con pequeños paneles de tela. El tamaño de ejemplo, sin embargo, fue demasiado largo para ella, y por lo tanto Baker y su equipo recrearon el vestido. En su libro La la la, William Baker admitió que el baile robótico dentro del video fue desarrollado a propósito para entregar a Minogue un asociación con el baile en la forma que Madonna ha desarrollado una relación con el modelaje. Él creyó que esta etapa de su carrera, esto fue importante para Minogue para construir tendencias y no seguirlos, como Madonna hizo antes de ella.

### Sinopsis
El video empieza con Minogue conduciendo en un puente futurista y entra a una metrópoli. Cuando Minogue continua manejando, se muestra escenas de ella vistiendo una falda y camisa blanca mientras ella y sus bailarines interpretan movimientos robóticos. Cuando el coro termina, el video se mueve en una escena blanca donde Minogue viste un traje blanco revelador cuando ella canta la canción. Al ir al segundo coro, se muestra a Minogue vistiendo el mismo traje con varios bailarines de fondo vistiendo trajes y sombreros cilíndricos rojos, al mismo tiempo que hace una rutina de baile para la canción. Después, el video muestra a ella en un vestido destellante bailando en el último piso de un edificio. Cuando sus bailarines vienen, ella se une al baile con ellos. El video termina con Minogue caminado a través del techo mientras agita su pelo.

## Éxitos alcanzados
- La canción está incluida en la banda sonora de la película Bridget Jones: The Edge of Reason.
- La canción fue utilizada en dos episodios de Los Simpson.
- En Alemania, fue la canción más reproducida en Airplay Alemania.
- En Grecia, fue considerado como la venta más exitosa de EMI Grecia.
- En Inglaterra, está en el Top70 de las mejores canciones de venta en la historia de la música inglesa.
- "Can't Get You Out Of My Head" fue lanzado en el mercado el mismo día que lo hacía No Such An Innocent Girl, el sencillo debut en solitario de Victoria Beckham. La prensa británica habló entonces de una supuesta rivalidad entre las dos cantantes. A pesar de que Beckham ha vendido suficientes registros para llegar a la posición N° 1, ha vendido una cuarta parte en comparación a los ejemplares vendidos por el disco de Minogue que la supera.
- La canción se mantuvo el récord de Airplay en Inglaterra con 3,000 reproducciones de radio en una semana, que después fue sucedido por Love at First Sight de la misma cantante, con 3,116 reproducciones de radio en una semana.
- En la serie juvenil argentina Rebelde Way, Marizza baila y canta al ritmo de esta canción en un episodio.
- Apareció en al primera edición del videojuego Just dance.

## Lanzamientos
| Región         | Fecha                    |
| -------------- | ------------------------ |
| Australia      | 8 de septiembre de 2001  |
| Reino Unido    | 17 de septiembre de 2001 |
| Estados Unidos | Febrero de 2002          |

## Formatos y lista de canciones
International CD 1 (CDRS6562/8798640)
1. «Can't Get You Out of My Head» — 3:51
2. «Boy» — 3:47
3. «Rendezvous at Sunset» — 3:23
4. «Can't Get You Out of My Head» [Video]

International CD 2 (CDR6562/8798642)
1. «Can't Get You Out of My Head» — 3:51
2. «Can't Get You Out of My Head» [K&M Mindprint Mix] — 6:34
3. «Can't Get You Out of My Head» [Plastika Mix] — 9:26

International CD 3 (7243 87986923)
1. «Can't Get You Out of My Head» — 3:51
2. «Boy» — 3:47

*European CD 3 fue lanzado en un paquete de cartón — no lanzado en Alemania.
Australia CD 2 (020552)
1. «Can't Get You Out of My Head» — 3:51
2. «Can't Get You Out of My Head» [K&M Mindprint Mix] — 6:34
3. «Can't Get You Out of My Head» [Plastika Mix] — 9:26
4. «Can't Get You Out of My Head» [Superchumbo Todo Mamado Mix] — 8:32

Digital EP - Remixes
(Ni disponibles en ninguno de los lanzamientos oficiales. No disponibles en Estados Unidos.) 
1. «Can't Get Blue Monday Out of My Head» [Live] — 4:28
2. «Can't Get You Out of My Head» [Extended Instrumental] — 5:57
3. «Can't Get You Out of My Head» [Extended Mix] — 5:57
4. «Can't Get You Out of My Head» [Nick Faber Remix] — 6:00
5. «Can't Get You Out of My Head» [Radio Slave Remix Dub Re-Edit] — 5:00
6. «Can't Get You Out of My Head» [Radio Slave Vocal Re-Edit] — 10:25
7. «Can't Get You Out of My Head» [Superchumbo Leadhead Dub] — 7:00
8. «Can't Get You Out of My Head» [Superchumbo Todo Mamado Mix] — 8:35
9. «Can't Get You Out of My Head» [Superchumbo Voltapella Mix] — 1:54

Fuente:

### Remixes adicionales
Greg Kurstin hizo un remix de la canción.
- «Can't Get You Out of My Head» (Greg Kurstin Remix) - 4:05 [disponible en el b-side para "In My Arms" en todos los fortmatos y como una pista adicional en algunas ediciones del álbum de remixes Boombox]

Soulwax hizo dos remixes de la canción.
- «Can't Get You Out of My Head» (Soulwax Elektronic Mix) – 4:17 – disponible en As Heard on Radio Soulwax Pt. 2 como una pista oculta.
- «Can't Get You Out of My Head» (Soulwax KYLUSS remix) – 4:20 – disponible en Most of the Remixes|Most of the Remixes… como pista 7.

El DJ neoyorquino Mike Rizzo hizo tres remixes de la canción.
- «Can't Get You Out of My Head» (Mike Rizzo Global Radio Mix) - 3:43 - sólo promocional
- «Can't Get You Out of My Head» (Mike Rizzo Global Mixshow Mix) - 5:44 - sólo promocional
- «Can't Get You Out of My Head» (Mike Rizzo Global Club Mix) - 8:26 - sólo promocional

El DJ Dirty South hizo un remix de la canción.
- «Can't Get You Out of My Head» (Dirty South's Bootleg Mix) - 3:31 - sólo promocional

Peter Rauhofer has made a remix of the song.
- «Can't Get You Out of My Head» (Peter Rauhofer Club Mix) - 10:07 - sólo promocional

El dúo Thunderpuss hizo un remix de la canción.
- «Can't Get You Out of My Head» (Thunderpuss Mix) - 6:32 - sólo promocional

Stuart Crichton hizo un remix de la canción.
- «Can't Get Blue Monday Out of My Head» - 4:05 - [disponible como b-side para "Love at First Sight" en la mayoría de formatos y como primera pista del álbum de remixes Boombox]

## Actuaciones en vivo

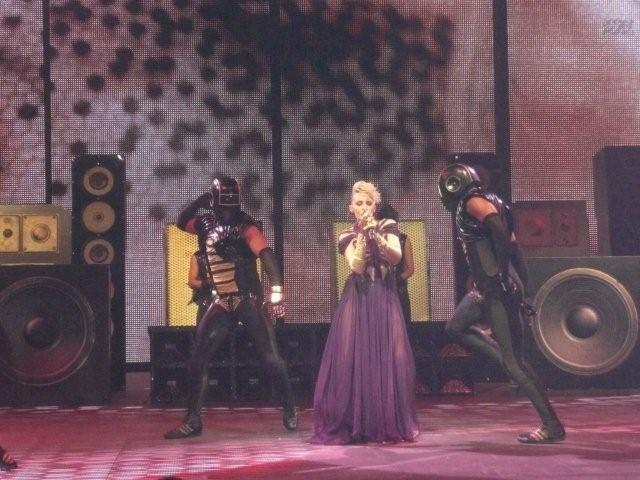
Minogue haciendo un performance de Can't Get You Out Of My Head en su gira KylieX2008, Berlín, donde es mezclado con Boombox. (22 de julio de 2008)

Kylie hizo performances en vivo en las siguientes giras:
- On A Night Like This Tour
- KylieFeverTour 2002 (presentado como "Can't Get Blue Monday Out Of My Head")
- Money Can't Buy (concierto en TV, 2003)
- Showgirl: The Greatest Hits Tour
- Showgirl: Homecoming Tour
- KylieX2008 (Greg Kurstin Mix, mezclado con la música Boombox.)
- For You, For Me Tour 2009 (presentado con la música Boombox.)
- Aphrodite World Tour (presentado en versión rock)
- Kiss Me Once Tour
- Kylie Summer 2015

La canción también fue presentada en:
- An Audience with... Kylie (Especial de TV en 2001)
- The Kylie Show (Especial de TV en 2007)
- A Kylie Christmas<show>

## Posicionamiento en listas y certificaciones
| Alemania          | Media Control AG        | 1  |
| Australia         | ARIA Singles Chart      | 1  |
| Austria           | Ö3 Austria Top 40       | 1  |
| Bélgica (Flandes) | Ultratop 50 Singles     | 1  |
| Bélgica (Valonia) | Ultratop 40 Singles     | 1  |
| Canadá            | Canadian Singles Chart  | 1  |
| Dinamarca         | Hitlisten               | 1  |
| España            | Canciones Top 50        | 1  |
| Estados Unidos    | Billboard Hot 100       | 7  |
| Estados Unidos    | Mainstream Top 40       | 3  |
| Estados Unidos    | Hot Dance Club Play     | 1  |
| Estados Unidos    | Adult Top 40            | 23 |
| Unión Europea     | European Hot 100        | 1  |
| Finlandia         | Suomen virallinen lista | 5  |
| Francia           | SNEP Singles Chart      | 1  |
| Grecia            | Greek Singles Chart     | 1  |
| Irlanda           | Irish Singles Chart     | 1  |
| Italia            | FIMI Singles Chart      | 1  |
| Noruega           | VG-lista                | 1  |
| Nueva Zelanda     | NZ Top 40 Singles Chart | 1  |
| Países Bajos      | Dutch Top 40            | 1  |
| Portugal          | Singles Top 50          | 1  |
| Reino Unido       | UK Singles Chart        | 1  |
| Rumania           | Romanian Top 100        | 1  |
| Suecia            | Sverigetopplistan       | 1  |
| Suiza             | Schweizer Hitparade     | 1  |

| Año            | País                        | Lista | Posición |
| -------------- | --------------------------- | ----- | -------- |
| 2001           |                             |       |          |
| Alemania       | German Singles Chart        | 6     |          |
| Australia      | Australian Singles Chart    | 3     |          |
| Austria        | Austrian Singles Chart      | 1     |          |
| Bélgica        | Ultratop flamenca           | 8     |          |
| Bélgica        | Ultratop valona             | 5     |          |
| Francia        | French Singles Chart        | 8     |          |
| Suiza          | Swiss Singles Chart         | 1     |          |
| Reino Unido    | The Official Charts Company | 3     |          |
| 2002           |                             |       |          |
| Alemania       | German Singles Chart        | 15    |          |
| Austria        | Austrian Singles Chart      | 50    |          |
| Estados Unidos | Billboard Hot 100           | 12    |          |
| Francia        | French Singles Chart        | 36    |          |
| Suiza          | Swiss Singles Chart         | 26    |          |

| Australia    | Australian Singles Chart    | 58 |
| Alemania     | German Singles Chart        | 67 |
| Países Bajos | Dutch Singles Chart         | 15 |
| Reino Unido  | The Official Charts Company | 7  |

| País        | Posición |
| ----------- | -------- |
| Reino Unido | 67       |

## Certificaciones
| País           | Organismo certificador | Certificación | Simbolización | Ventas    | Ref.   |
| -------------- | ---------------------- | ------------- | ------------- | --------- | ------ |
| Alemania       | BVMI                   | Platino       | ▲             | 500 000   | [ 67 ] |
| Australia      | ARIA                   | 3× Platino    | 3▲            | 210 000   | [ 68 ] |
| Austria        | IFPI Austria           | Platino       | ▲             | 40 000    | [ 69 ] |
| Bélgica        | BEA                    | 2× Platino    | 2▲            | 100 000   | [ 70 ] |
| Estados Unidos | RIAA                   | Oro           | ●             | 500 000   | [ 71 ] |
| Francia        | SNEP                   | Platino       | ▲             | 918 000   | [ 72 ] |
| Noruega        | IFPI Noruega           | Platino       | ▲             | 10 000    | [ 73 ] |
| Nueva Zelanda  | RMNZ                   | Oro           | ●             | 7 500     | [ 74 ] |
| Reino Unido    | BPI                    | Platino       | ▲             | 1 160 000 | [ 75 ] |
| Suiza          | IFPI Suiza             | Platino       | ▲             | 30 000    | [ 76 ] |
| Suecia         | GLF                    | Platino       | ▲             | 40 000    | [ 77 ] |

### 100 Best Songs of the Decade
En una revisión musical sobre la primera década del siglo XXI, la revista Rolling Stone mostró que la canción ocupa el puesto 45 en toda la lista. El puesto anuncia con el siguiente texto: "Esta esplendurosa muñequita australiana sedujo a Estados Unidos (y el mundo) con su retumbante clásico, cantando la melodía obsesiva de una mar de «ba-ba-ba». Hasta ahora es escuchado en los gimnasios."

## Versiones
| - El dúo hongkonés de música folk-pop at17 — Meow Meow Meow - Carmen Consoli — Carmen Consoli y Un sorso in più - Jack L — acústicamente en Even Better than the Real Thing Vol. 1 - Helena Noguerra — Née dans la nature - The Flaming Lips — Fight Test] EP - Inkubus Sukkubus — The Beast With Two Backs - La banda alemana de música electro/industrial Cyber Axis — Skin - Kid 606 — The Action Packed Mentallist Brings You the Fucking Jams - La banda polaca de música rock Makowiecki Band — Makowiecki Band - La banda sueca de música hardcore Eternal September - T.C. — Dockers San Francisco Lifestyle (álbum promocional) - Soulwax - (Alcatraz - Milano) - "Can't Get Blue Monday Out Of My Head" Stuart Crichton Mix — Boombox (2009) | - Basement Jaxx - Bono — Vertigo Tour, 10 de noviembre de 2006 - Coldplay — Twisted Logic Tour, Glastonbury 2005 - Garbage — Beautifulgarbage Tour - The Unicorns - Tori Amos - Good Charlotte - Matchbox 20 - Sandra Bernhard - Prince - Patrick Wolf - Short Stack — Princess Ball Tour 2009 - Madonna — Rebel Heart Tour |

## Curiosidades
- En la canción de Kylie Minogue se repite 240 veces la sílaba "La".
- La canción está incluida en la banda sonora de la película Bridget Jones: Al borde de la razón.
- La canción fue utilizada en dos episodios de Los Simpson.
- En Alemania, fue la canción más reproducida en Airplay Alemania.
- En Grecia, fue considerado como la venta más exitosa de EMI Grecia.
- En Inglaterra, está en el Top70 de las mejores canciones de venta en la historia de la música inglesa.
- Can't Get You Out Of My Head fue lanzado en el mercado el mismo día que lo hacía No Such An Innocent Girl, el sencillo debut en solitario de Victoria Beckham. La prensa británica habló entonces de una supuesta rivalidad entre las dos cantantes. A pesar de que Beckham ha vendido suficientes registros para llegar a la posición N° 1, ha vendido una cuarta parte en comparación a los ejemplares vendidos por el disco de Minogue que la supera.
- La canción se mantuvo el récord de Airplay en Inglaterra con 3,000 reproducciones de radio en una semana, que después fue sucedido por Love at First Sight de la misma cantante, con 3,116 reproducciones de radio en una semana.
- Es la canción más escuchada en la radio de Reino Unido de la década del 2000 superando a Toxic de Britney Spears
- La canción fue utilizada la parodia del comercial de Caguivia en El club de la comedia